# Théorie de la préférence révélée
La théorie de la préférence révélée est une théorie économique initiée par Paul A. Samuelson dans un article de 1938.

## Présentation
Paul Samuelson a proposé de déduire les préférences des consommateurs en observant leurs choix. Plutôt que de les questionner sur leurs préférences en proposant plusieurs paniers de biens possibles afin d’obtenir des courbes d’indifférence, cette théorie se limite uniquement à l’observation du comportement des consommateurs. En faisant ses achats, le consommateur révèle ses préférences.
Supposons que le consommateur achète le panier ou complexe de biens A (1 kg de pain, 1 litre de lait et 100 g de chocolat) plutôt que le panier B (1 steak et 100 g de pommes de terre). Si le panier A coûte plus cher ou est aussi cher que le panier B, alors le consommateur révèle qu’il préfère le panier A au panier B.
En supposant que ses préférences ne changent pas, il ne faut pas que lors d’un autre achat il révèle le contraire. Pour que son comportement soit cohérent, Samuelson propose l’axiome suivant :

## Axiome faible de la préférence révélée
Si A est préféré à B alors B ne doit pas être préféré à A
Avec cet axiome, Samuelson a pu déduire la négativité de l’effet de substitution mais pour faire le lien avec la théorie axiomatique des choix il fallait aussi montrer la symétrie de cet effet. Houthakker a alors proposé un axiome plus fort, appelé

## Axiome fort des préférences révélées
Soit RD la relation « directement préféré à » et A, B, etc. ,Z des complexes de biens.
Si A RD B RD C ... RD Z alors Z ne doit pas être directement préféré à A.
Un axiome plus général est utilisé lorsqu’on admet des courbes d’indifférence seulement convexes et non pas strictement convexes.

## Axiome généralisé de la préférence révélée
Si A RD B RD C ... RD Z alors, en prenant les prix lorsque le consommateur achète Z, le complexe A doit coûter plus cher ou aussi cher que Z.
Un ensemble de données est conforme à la théorie de la maximisation de l’utilité si et seulement s'il satisfait l’axiome généralisé de la préférence révélée (GARP en anglais).
Varian a proposé un algorithme qui permet de vérifier cette conformité.

## Vérification empirique
Les expériences effectuées avec les consommateurs révèlent que les comportements des consommateurs sont parfois incohérents (le pourcentage varie entre 30 % et 60 % selon les études).
L'application d'axiomes théoriques aux données réelles est difficile. Reinhart Sippel, dans un article publié en septembre 1997 dans Economic Journal, conclut de la façon suivante les expériences qu'il a conduites sur le terrain :

« En vérifiant si la demande des consommateurs vérifie les axiomes de la préférence révélée, on peut tester la validité empirique de la théorie néoclassique du comportement des consommateurs. Cependant, appliquer ces axiomes aux données d’achat des consommateurs est difficile, sinon impossible, puisque cela pose de sérieuses difficultés, tant méthodologiques que pratiques. Après avoir commenté le peu d’études empiriques existantes sur le sujet, nous résumons les résultats d’une approche expérimentale de la théorie de la préférence révélée. Les résultats ont été obtenus par une expérience contrôlée qui a impliqué la consommation réelle des biens choisis. Nous constatons que la plupart des sujets ont enfreint les axiomes. »